# Гріффін Белл
Гріффін Бойетт Белл (англ. Griffin Boyette Bell; 31 жовтня 1918, Амерікус, Джорджія, Сполучені Штати Америки — 5 січня 2009, Атланта, Джорджія, США) — американський державний діяч, міністр юстиції (Генеральний прокурор США; 1977—1979).

## Біографія
Закінчив юридичний факультет Університету Мерсера.
Під час Другої Світової війни служив в інтендантської службі.
У 1948—1953 рр. займався адвокатською практикою в містах Саванна і Рим штату Джорджія, в 1953—1961 рр. — в Атланті в юридичній фірмі King & Spalding.
У 1961 році очолював передвиборну кампанію Джона Кеннеді в штаті Джорджія в 1961 році, після чого 15 років, до 1976 року був суддею апеляційного суду п'ятого федерального округу.
У 1977—1979 рр. — Генеральний прокурор США в адміністрації Президента Картера. Спочатку піддавався критиці як особистий друг глави держави, проте зумів перебороти суспільні настрої за рахунок свого професіоналізму та неупередженості. Щодня оприлюднив свої зовнішні контакти, включаючи зустрічі і дзвінки з Білого дому, Конгресу, чим сприяв відновленню довіри до Міністерства юстиції. Проводив політику посилення рівноправності жінок і представників різних меншин.
У 1979 році, після відходу у відставку, був призначений президентом Картером спеціальним посланником з питань Гельсінських угод.
У 1985—1987 рр. входив до складу консультативної ради при Державному секретарі США по Південній Африці. У 1989 році був призначений Президентом Джорджем Бушем-старшим заступником голови Федеральної комісії з етики та правової реформу. Був радником глави держави при розслідуванні справи про скандал «Іран-контрас».
У 2004 році призначений на посаду голови суду з розгляду справ військовослужбовців (United States Court of Military Commission Review). У 2007 р був замінений на цій посаді, після того як два справи були оскаржені через поганий стан здоров'я судді.